# Сэгэнэйти
Сэгэнэйти (тигринья ሰገነይቲ, англ. Segeneiti, араб. سقنيتي‎) — город на юге Эритреи. Он входит в состав провинции Дэбуб. Также входит в состав и является административным центром района Сэгэнэйти.

## География
Расположен на высоте около 2188 метров над уровнем моря. Он находится примерно в 40 км к юго-востоку от Асмэры. Город расположен на дороге между Асмэрой и Сэнафе.

## История
8 марта 1888 года здесь состоялось сражение при Сэгэнэйти.

## Население
- 1984 — 3328 жителей[3]
- 1997 — 6146 жителей[3]
- 2005 — 5656 жителей[4]

## Религия
Город является резиденцией епархии Сэгэнэйти в составе эритрейских католических церквей, городской собор посвящен Святому Архангелу Михаилу. Епархия была основана в 2012 году.